# Stenia
Stenia é um género botânico pertencente à família das orquídeas (Orchidaceae). Foi proposto por John Lindley em 1837, publicado em Edwards's Botanical Register 23: t 1991. Sua espécie tipo é a Stenia pallida Lindley. O nome do gênero é uma referência ao formato das polínias de suas flores, longas e estreitas.

## Distribuição
O gênero Stenia agrupa cerca de duas dezenas de robustas espécies epífitas, de crescimento cespitoso, sem pseudobulbos cujo centro de dispersão é o Peru. Habitam As florestas quentes e úmidas do oeste da Amazônia. Daus espécies referidas para o Brasil.

## Descrição
São plantas próximas à Chondrorhyncha, de porte médio e rizoma curto, que crescem em fascículos compostos por folhas curtas, espessas porém moles, com nervura dorsal proeminente, disticamente imbricadas, dobradas na base, mais ou menos planas no centro da lâmina. Das axilas das folhas emerge a curta inflorescência arqueada ou ereta que em regra comporta apenas uma vistosa flor de tamanho médio.
As sépalas e pétalas são parecidas entre sí, planas ou levermente curvadas, do mesmo comprimento,  em regra com pouca substância, algo transparentes, de cores pálidas. O labelo, ligado em continuação ao pé da coluna, é muito carnoso, até as margens, curvadas e côncavas formando uma espécie de saco com pequena abertura, com calosidade tranversal denteada no disco. A coluna é mais ou menos longa e contém dois pares de polínias cerosas desiguais.

## Lista de espécies
- Stenia angustilabia D.E.Benn. & Christenson (1998) (Peru)
- Stenia aurorae D.E.Benn. & Christenson (1998) (Peru)
- Stenia bismarckii Dodson & D.E.Benn. (1989)(do S. do Equador ao Peru)
- Stenia calceolaris (Garay) Dodson & D.E.Benn. (1989) (do Equador ao N. do Peru)
- Stenia christensonii D.E.Benn. (1998).(Peru)
- Stenia falcata (Ackerman) Dressler (2004)
- Stenia glatzii Neudecker & G.Gerlach (2000) (Equador)
- Stenia guttata Rchb.f. (1880)(Peru)
- Stenia jarae D.E.Benn. (1992) (Peru)
- Stenia lillianae Jenny ex D.E.Benn. & Christenson (1994) (Peru)
- Stenia luerorum D.E.Benn. & Christenson (1998) (Peru)
- Stenia nataliana R.Vásquez & Nowicki & R.Müll. (2001) (Bolívia)
- Stenia pallida Lindl. (1837) (Trinidad, Guiana, Venezuela, Equador e Peru)
- Stenia pastorellii D.E.Benn. (1992) (Peru)
- Stenia pustulosa D.E.Benn. & Christenson (1994) (Peru)
- Stenia saccata Garay (1969) (Equador)
- Stenia stenioides (Garay) Dodson & R.Escobar (1993) (Equador)
- Stenia uribei P.Ortiz (2004) (Colômbia)
- Stenia vasquezii Dodson (1989) (Bolívia)
- Stenia wendiae D.E.Benn. & Christenson (1994) (Peru)